# Ponte de Gimonde

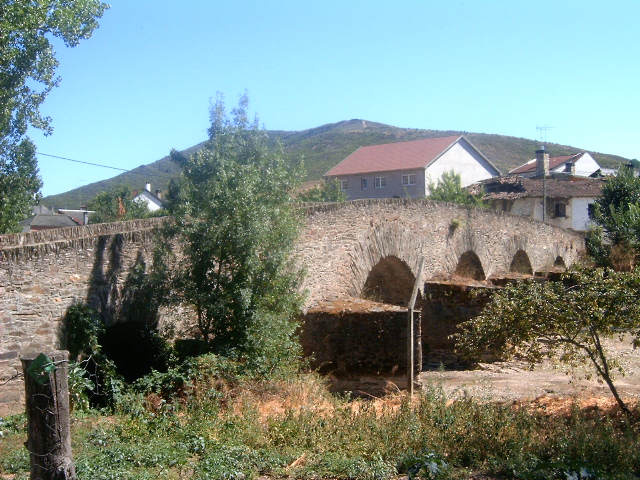
Ponte de Gimonde.

A Ponte de Gimonde, também referida como Ponte Velha, localiza-se sobre o rio Malara, na altura de Gimonde, no município de Bragança, distrito do mesmo nome, em Portugal.
Encontra-se classificada como Imóvel de Interesse Público desde 1990.

## História
Trata-se de uma antiga ponte romana. A sua estrutura original foi alterada ao longo dos séculos, nomeadamente durante a Idade Média, período em que se incluem os seis arcos de meio-ponto, com talhamares a montante e a jusante. Com as fundações assentes num maciço rochoso de xisto, tanto as guardas da ponte como a sua superestrutura foram construídas com a mesma pedra.